# Gilletellus collarti
Gilletellus collarti là một loài bọ cánh cứng trong họ Bọ hung (Scarabaeidae).